# Brüsszeli repülőtér
A brüsszeli repülőtér (IATA: BRU, ICAO: EBBR) (más néven Brussel-Nationaal / Bruxelles-National (Brussels-National) vagy Brussel-Zaventem) nemzetközi repülőtér a belgiumi Zaventemben. Különösen fontos az Európai Unió intézményeinek megközelítése szempontjából. Ez a repülőtér Belgium illetve Flandria legnagyobb és legforgalmasabb repülőtere.
2016. március 22-én halálos áldozatokat követelő robbantást hajtottak végre a repülőtér felvételi csarnokában.

## Fekvése
Brüsszel nemzetközi repülőtere egy közeli település, Zaventem mellett található, az R0 körgyűrűn kívül, de a belvárosból nagyon könnyen és gyorsan megközelíthető.

## Futópályák
A repülőtér futópályái:
- 01/19 (2987 m, 50 m, aszfalt)
- 07L/25R (3638 m, 45 m, aszfalt)
- 07R/25L (3211 m, 45 m, aszfalt)

## Forgalom
Az utasforgalom az elmúlt években az alábbi módon változott:
| Utasok száma | 8 300 000 | 11 200 000 | 15 900 000 | 19 684 867 | 15 632 773 | 18 515 730 | 18 786 034 | 23 460 018 | 25 675 939 | 18 930 698 |
|              | 1990      | 1994       | 1997       | 2001       | 2004       | 2008       | 2011       | 2015       | 2018       | 2022       |

## Légitársaságok és úticélok
2023-ban a Brüsszeli repülőtérről az alábbi járatok indulnak:

### Személy
A következő légitársaságok üzemeltetnek rendszeres menetrend szerinti és charterjáratokat: Brüsszel:
| Légitársaság                  | Célállomások |
| ----------------------------- | --- |
| Aegean Airlines               | Athén, Thessaloniki |
| Aer Lingus                    | Dublin |
| Air Algérie                   | Algír Szezonális: Orán |
| Air Arabia                    | Casablanca, Fez, Nador, Oujda, Tanger |
| airBaltic                     | Riga, Tallinn, Vilnius |
| Air Canada                    | Montréal–Trudeau Szezonális: Toronto–Pearson |
| Air Europa                    | Madrid |
| Air Malta                     | Málta (vége 2024 március 30-tól) |
| Air Serbia                    | Belgrád |
| Air Transat                   | Szezonális: Montréal–Trudeau |
| All Nippon Airways            | Tokio–Narita |
| AnadoluJet                    | Isztambul–Sabiha Gökçen Szezonális: Ankara, Antalya |
| Austrian Airlines             | Bécs |
| BH Air                        | Szezonális: Burgasz |
| British Airways               | London–Heathrow |
| Brussels Airlines             | Abidjan, Accra, Alicante, Banjul, Barcelona, Berlin, Bilbao, Billund, Birmingham, Bologna, Budapest, Bujumbura, Conakry, Koppenhága, Cotonou, Dakar–Diass, Douala, Edinburgh, Entebbe, Faro, Frankfurt, Freetown, Genf, Göteborg, Gran Canaria, Hamburg, Hurghada, Kigali, Kinshasa–N'djili, Krakkó (kezdődik 2024 március 31-től), Lanzarote, Lisszabon, Ljubljana, Lomé, London–Heathrow, Luanda, Lyon, Madrid, Málaga, Manchester, Marseille, Milánó–Linate, Milánó–Malpensa, Monrovia–Roberts, München, Nairobi–Jomo Kenyatta (újrakezdődik 2024 június 3-tól), New York–JFK, Nizza, Oslo, Ouagadougou, Párizs-Charles de Gaulle repülőtér, Porto, Prága, Róma–Fiumicino, Stockholm–Arlanda, Strasbourg, Tel-Aviv (felfüggesztve), Tenerife–South, Toulouse, Velence, Bécs, Vilnius, Varsó–Chopin, Yaoundé, Jereván, Zürich Szezonális: Athén, Bordeaux, Brindisi, Catania, Haniá, Korfu, Dzserba, Dubrovnik, Firenze, Heraklion, Ibiza, Kosz, Marrákes, Monasztir, Mitilene, Nador, Nápoly, Olbia, Oujda, Palma de Mallorca, Rabat, Rodosz, Számosz, Sarm es-Sejk, Split, Tanger, Valencia, Washington–Dulles, Zára, Zákinthosz Szezonális charter: Harstad/Narvik |
| Bulgaria Air                  | Szófia |
| Corendon Airlines             | Szezonális: Antalya, Bodrum, Burgasz, Dalaman, Eskişehir, Heraklion, Izmir, Kosz, Palma de Mallorca, Rodosz, Tenerife–South |
| Croatia Airlines              | Zágráb |
| Dan Air                       | Bákó (kezdődik 2023 november 15-től) |
| Delta Air Lines               | New York–JFK |
| easyJet                       | Genf, Nizza |
| EgyptAir                      | Kairó |
| Emirates                      | Dubai–International |
| Ethiopian Airlines            | Addisz Abeba |
| Etihad Airways                | Abu-Dzabi |
| Finnair                       | Helsinki |
| Flynas                        | Jeddah (kezdődik 2023 december 2-től) |
| FlyOne                        | Chișinău |
| Hainan Airlines               | Peking, Sencsen |
| HiSky                         | Bukarest–Otopeni |
| Iberia                        | Madrid |
| Icelandair                    | Reykjavík–Keflavík |
| ITA Airways                   | Milánó–Linate, Róma–Fiumicino |
| KLM                           | Amszterdam |
| KM Malta Airlines             | Málta (kezdődik 2024 március 31-től) |
| LOT                           | Varsó–Chopin |
| Lufthansa                     | Frankfurt, München |
| Middle East Airlines          | Bejrút |
| Nouvelair                     | Szezonális: Dzserba, Tunisz |
| Play                          | Szezonális: Reykjavík–Keflavík |
| Qatar Airways                 | Doha |
| Royal Air Maroc               | Casablanca, Marrákes, Nador, Rabat, Tanger Szezonális: Al Hoceima, Oujda |
| Royal Jordanian               | Amman–Queen Alia |
| RwandAir                      | Kigali |
| Ryanair                       | Barcelona, Berlin, Dublin, Madrid, Málaga, Marrákes, Porto, Róma–Fiumicino, Valencia Szezonális: Girona, Palma de Mallorca, Pisa |
| Scandinavian Airlines         | Koppenhága, Oslo, Stockholm–Arlanda |
| Singapore Airlines            | Szingapúr (újrakezdődik 2024 április 6-tól) |
| Sky Express                   | Athén Szezonális: Heraklion |
| SunExpress                    | Eskişehir Szezonális: Adana, Ankara, Antalya, Dalaman, Izmir |
| Swiss International Air Lines | Genf, Zürich |
| TAP Air Portugal              | Lisszabon |
| TAROM                         | Bukarest–Otopeni |
| Transavia                     | Alicante, Bari (kezdődik 2024 június 27-től), Faro, Marrákes (kezdődik 2024 június 27-től), Thessaloniki (kezdődik 2024 június 28-tól) Szezonális: Ibiza, Innsbruck, Málaga, Salzburg, Szantorini, Sevilla, Tenerife–South, Zákinthosz |
| TUI fly Belgium               | Agadir, Algír, Al Hoceima, Alicante, Antalya, Béjaïa, Boa Vista, Cancún, Casablanca, Kaszentína, Dakar–Diass, Dzserba, Enfidha, Eskişehir, Fez, Fuerteventura, Funchal, Gran Canaria, Hurghada, Lanzarote, Málaga, Marrákes, Marsa Alam, Orán, Oujda, Punta Cana, Rabat, Sal, Sarm es-Sejk, Tenerife–South, Tirana, Tlemcen, Tunisz, Varadero Szezonális: Almería, Banjul, Bodrum, Brindisi, Burgasz, Catania, Haniá, Korfu, Dalaman, Dubrovnik, Faro, Girona, Heraklion, Ibiza, Izmir, Jerez de la Frontera, Kittilä, Kosz, Lamezia Terme, Lárnaka, Luxor, Menorca, Montego Bay, Mikonosz, Mitilene, Nador, Nápoly, Palermo, Palma de Mallorca, Páfosz, Patras, Ponta Delgada, Priština, Reus, Rodosz, Számosz, Szantorini, Tanger, Tétouan, Thessaloniki, Tivat, Várna, Zákinthosz |
| Tunisair                      | Tunisz |
| Turkish Airlines              | Isztambul |
| United Airlines               | Chicago–O'Hare, Newark, Washington–Dulles |
| Vueling                       | Alicante, Barcelona, Málaga, Valencia Szezonális: Bilbao, Santiago de Compostela, Sevilla |

### Cargo
| Légitársaság             | Célállomások |
| ------------------------ | --- |
| DHL Aviation[forrás?]    | Bahrein, Barcelona, Bergamo, Bratislava, Budapest, Cincinnati, Koppenhága, East Midlands, Oslo, Helsinki, Lagos, Lipcse/Halle, Lisszabon, London–Heathrow, Madrid, Miami, Sanghaj-Putung, Szöul–Incshon, Vitoria |
| Emirates SkyCargo        | Chicago–O'Hare, Columbus–Rickenbacker, Dubai–Al Maktoum |
| Ethiopian Cargo          | Addisz Abeba, Johannesburg–O.R. Tambo, Miami, Szöul–Incshon |
| LATAM Cargo Chile        | Frankfurt, Campinas–Viracopos, Santiago de Chile |
| Qatar Airways Cargo      | Accra, Doha |
| Royal Air Maroc Cargo    | Casablanca |
| Singapore Airlines Cargo | Mumbai, Szingapúr, Sharjah |
| Suparna Airlines         | Moszkva-Domogyedovó, Csengcsou |
| Turkish Cargo            | Isztambul |